# Уилсон, Джеймс (футболист, 1995)
Джеймс Э́нтони Уи́лсон (англ. James Anthony Wilson; родился 1 декабря 1995 года, Биддалф, Стаффордшир) — английский футболист, нападающий клуба «Нортгемптон Таун».

## Клубная карьера
Уилсон был замечен скаутами «Манчестер Юнайтед» в возрасте семи лет, после чего был приглашён в молодёжную академию клуба.
В возрасте 15 лет дебютировал за команду «Манчестер Юнайтед» в возрасте до 18 лет в матче против «Эвертона», отметившись в этой игре забитым мячом.
5 апреля 2014 года Уилсон попал в заявку на матч Премьер-лиги против «Ньюкасла», но на поле не вышел. Дебют Уилсона в основном составе «Юнайтед» состоялся 6 мая 2014 года в матче Премьер-лиги против «Халл Сити» на стадионе «Олд Траффорд». В этой игре он отметился «дублем», а «Манчестер Юнайтед» под руководством Райана Гиггза одержал победу со счётом 3:1.
7 августа 2014 года Джеймс Уилсон забил четыре мяча в финале Большого кубка Манчестера против «Манчестер Сити».
Перед началом сезона 2014/15 изменился номер, под которым Уилсон выступал за «Манчестер Юнайтед»: вместо номера «47» Джеймс начал играть под номером «49». Как объяснил сам Джеймс, решение о смене номера принял главный тренер Луи ван Гал, который полагал, что нападающий должен играть под номером, в состав которого входит цифра «9». Номер «49» был ближайшим незанятым номером.
20 августа 2016 года отправился в сезонную аренду в клуб «Дерби Каунти». В октябре 2016 года на тренировке получил разрыв передних крестообразных связок колена, из-за чего пропустил остаток сезона 2016/17.

## Карьера в сборной
23 марта 2011 года Джеймс Уилсон провёл матч за юношескую сборную Англии до 16 лет против юношеской сборной Северной Ирландии. Англичане одержали победу со счётом 3:0.
5 сентября 2013 года Уилсон забил в своём дебютном матче за сборную Англии 19 лет в игре против сборной Эстонии.
3 сентября 2015 года забил гол в дебютном матче за сборную Англии 21 года в игре против сборной США.

## Статистика выступлений
Данные приведены по состоянию на 18 сентября 2016 года
| Клуб                              | Сезон            | Лига | Лига | Кубок Англии | Кубок Англии | Кубок лиги | Кубок лиги | Еврокубки | Еврокубки | Прочие | Прочие | Итого | Итого |
| Клуб                              | Сезон            | Игры | Голы | Игры         | Голы         | Игры       | Голы       | Игры      | Голы      | Игры   | Голы   | Игры  | Голы  |
| --------------------------------- | ---------------- | ---- | ---- | ------------ | ------------ | ---------- | ---------- | --------- | --------- | ------ | ------ | ----- | ----- |
| Манчестер Юнайтед                 | 2013/14          | 1    | 2    | 0            | 0            | 0          | 0          | 0         | 0         | 0      | 0      | 1     | 2     |
| Манчестер Юнайтед                 | 2014/15          | 13   | 1    | 3            | 1            | 1          | 0          | −         | −         | −      | −      | 17    | 2     |
| Манчестер Юнайтед                 | 2015/16          | 1    | 0    | 0            | 0            | 1          | 0          | 0         | 0         | 0      | 0      | 2     | 0     |
| Манчестер Юнайтед                 | Итого            | 15   | 3    | 3            | 1            | 2          | 0          | 0         | 0         | 0      | 0      | 20    | 4     |
| Брайтон энд Хоув Альбион (аренда) | 2015/16          | 25   | 5    | 0            | 0            | 0          | 0          | 0         | 0         | 2      | 0      | 27    | 5     |
| Брайтон энд Хоув Альбион (аренда) | Итого            | 25   | 5    | 0            | 0            | 0          | 0          | 0         | 0         | 2      | 0      | 27    | 5     |
| Дерби Каунти (аренда)             | 2016/17          | 4    | 0    | 0            | 0            | 0          | 0          | 0         | 0         | 1      | 1      | 5     | 1     |
| Дерби Каунти (аренда)             | Итого            | 4    | 0    | 0            | 0            | 0          | 0          | 0         | 0         | 1      | 1      | 5     | 1     |
| Всего за карьеру                  | Всего за карьеру | 44   | 8    | 3            | 1            | 2          | 0          | 0         | 0         | 3      | 1      | 52    | 10    |

## Личные достижения
- Награда Джимми Мерфи лучшему молодому игроку года в составе «Манчестер Юнайтед»: 2013/14